# François Faber
François Faber (Aulnay-sur-Iton, França, 26 de gener de 1887 - Carency o Mont-Saint-Éloi, França, 9 de maig de 1915) fou un ciclista luxemburguès especialista en l'esprint. Era anomenat el Gegant de Colombes pel seu portentós físic: 91 kg i 1,80 m.

## Biografia
Nascut en territori francés, però de pare luxemburgués, debutà en el Tour de França de 1906 on hagué d'abandonar. Va començar a destacar en el Tour de França de 1907 on aconseguí ser el primer no francès que quedava entre els deu primers. A l'edició de 1908 quedaria segon i s'endugué dues etapes, mentre que a l'edició de 1909 dominaria tota la prova guanyant cinc etapes consecutives, record que encara perdura, i la general, sent el primer no francés en reeixir-ho. L'any següent, lluitaria fins a l'última etapa de París per guanyar el Tour, i va quedar segon darrere d'Octave Lapize i va guanyar dues etapes.
Va ser guanyador de 19 etapes del Tour de França, a més a més de la París-Brussel·les, la Bordeus-París, Sedan-Brussel·les, París-Tours que va guanyar dues vegades, la París-Roubaix i la Volta a Llombardia.
En esclatar la Primera Guerra Mundial, Faber s'allistaria a la Legió estrangera de l'exèrcit francès. El 9 de maig de 1915, a Carency, rebé un telegrama on se'l comunicava el naixement de la seva filla. Mentre ho celebrava fou disparat per un soldat alemany i morí. De totes maneres, altres fonts, diuen que Faber morí carregant un soldat ferit prop de Lens.
Cada any, se celebra el Gran Premi François Faber, una petita cursa luxemburguesa. També es pot visitar una petita placa commemorativa a l'església de Nôtre Dame de Lorette al cementiri nacional francès prop de Lens.

## Palmarès
- 1908
  - 1r a la Volta a Llombardia
  - Vencedor de 4 etapes al Tour de França
- 1909
  - 1r al Tour de França i vencedor de 6 etapes
  - 1r de la París-Tours
  - 1r de la París-Brussel·les
  - 1r de la Sedan-Brussel·les
- 1910
  - 1r de la París-Tours
  - Vencedor de 3 etapes al Tour de França
- 1911
  - 1r a la Bordeus-París
  - Vencedor de 2 etapes al Tour de França
- 1913
  - 1r a la París-Roubaix
  - Vencedor de 2 etapes al Tour de França
  - Vencedor d'una etapa de la Volta a Bèlgica
- 1914
  - Vencedor de 2 etapes al Tour de França

### Resultats al Tour de França
- 1906. Abandona (6a etapa)
- 1907. 7è de la classificació general
- 1908. 2n de la classificació general. Vencedor de 4 etapes
- 1909. 1r de la classificació general. Vencedor de 6 etapes
- 1910. 2n de la classificació general. Vencedor de 3 etapes
- 1911. Abandona (12a etapa). Vencedor de 2 etapes
- 1912. 14è de la classificació general
- 1913. 5è de la classificació general. Vencedor de 2 etapes
- 1914. 9è de la classificació general. Vencedor de 2 etapes